# Penthaleidae
Famille
Les Penthaleidae sont une famille d'acariens.

## Liste des genres
Selon Catalogue of Life (26 décembre 2024) :
- Chromotydaeus Berlese, 1903
- Halotydeus Berlese, 1891
- Linopenthaleus Willmann, 1951
- Linopenthaloides Strandtmann, 1981
- Penthaleus Koch, 1835 synonyme Notophallus Canestrini, 1886
- Propenthalodes Jesionowska, 1989
- Turanopenthalodes Barilo, 1988

## Source
- Oudemans, 1931 : Acarologische aanteekeningen. CVIII. Entomologische Berichten (Amsterdam), vol. 8, n. 179, p. 251–263.